# Aubigné-Racan
Aubigné-Racan ist eine französische Gemeinde mit 2.131 Einwohnern (Stand: 1. Januar 2022) im Département Sarthe in der Region Pays de la Loire; sie gehört zum Arrondissement La Flèche und ist Teil des Kantons Le Lude. Die Einwohner werden Aubignanais genannt.

## Geographie
Aubigné-Racan liegt etwa 35 Kilometer südsüdöstlich von Le Mans. Der Fluss Loir, in den hier sein Zufluss Gruau einmündet, begrenzt die Gemeinde im Süden. Umgeben wird Aubigné-Racan von den Nachbargemeinden Mayet im Norden, Verneil-le-Chétif im Osten und Nordosten, Vaas im Osten und Südosten, Saint-Germain-d’Arcé und La Chapelle-aux-Choux im Süden, Le Lude im Südwesten, Coulongé im Westen sowie Sarcé im Nordwesten.

## Bevölkerungsentwicklung
| 1962                       | 1968 | 1975 | 1982 | 1990 | 1999 | 2006 | 2011 | 2021 |
| -------------------------- | ---- | ---- | ---- | ---- | ---- | ---- | ---- | ---- |
| 1866                       | 1858 | 1942 | 1923 | 2103 | 2100 | 2080 | 2132 | 2103 |
| Quellen: Cassini und INSEE |      |      |      |      |      |      |      |      |

## Verkehr
Aubigné-Racan liegt an der Bahnstrecke Tours–Le Mans und wird im Regionalverkehr mit TER-Zügen bedient. Es war ferner Endpunkt der stillgelegten Bahnstrecke Aubigné-Racan–Sablé.

## Sehenswürdigkeiten

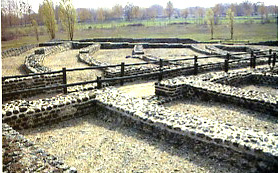
Ausgrabungsstätte Cherré

- Archäologische Grabungsstätte Cherré, Theater aus dem 1./3. Jahrhundert, mit Nekropole aus dem Neolithikum, Monument historique
- Dolmen und Menhir
- Kirche Saint-Martin-de-Vertou aus dem 11./12. Jahrhundert, Umbauten aus dem 16. und 19. Jahrhundert, romanischer Bau, Monument historique seit 1981
- Herrenhaus von Champmarin aus dem 15. Jahrhundert, mit späteren Umbauten, seit 1978 Monument historique
- Wassermühle von Cherré aus dem 17. Jahrhundert mit späteren Umbauten
- Schloss Bossé (auch Schloss Boucé) aus dem 16. Jahrhundert
- Schloss Gennevraye aus dem 17. Jahrhundert

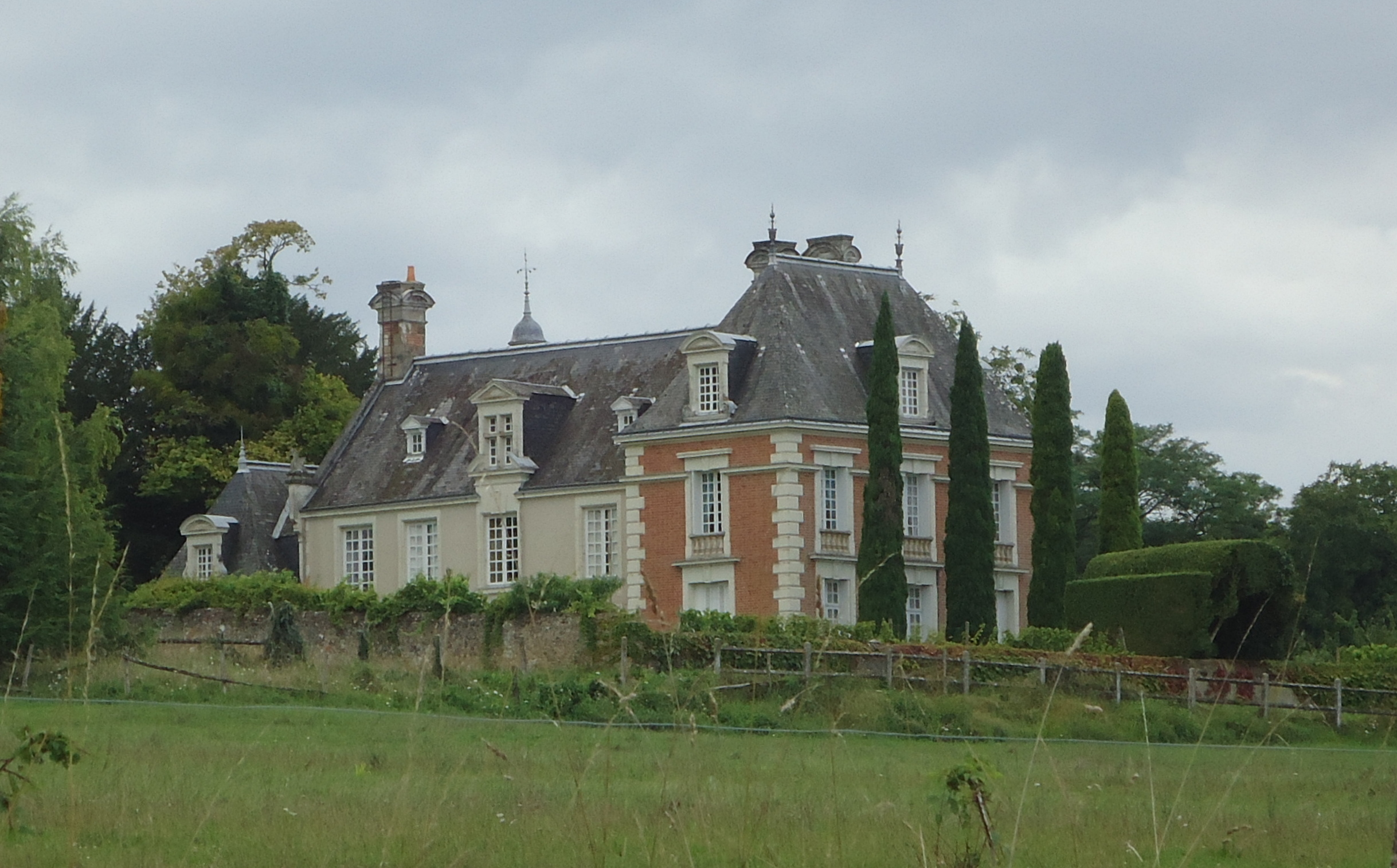
Schloss Gennevraye

## Persönlichkeiten
- Honorat de Bueil de Racan (1589–1670), Schriftsteller